# Gerhard Joseph Karsch
Gerhard Joseph Karsch (* 1661 in Münster, Hochstift Münster; † nach 1722) war ein deutscher Maler und Inspektor der Gemäldegalerie Düsseldorf.

## Leben

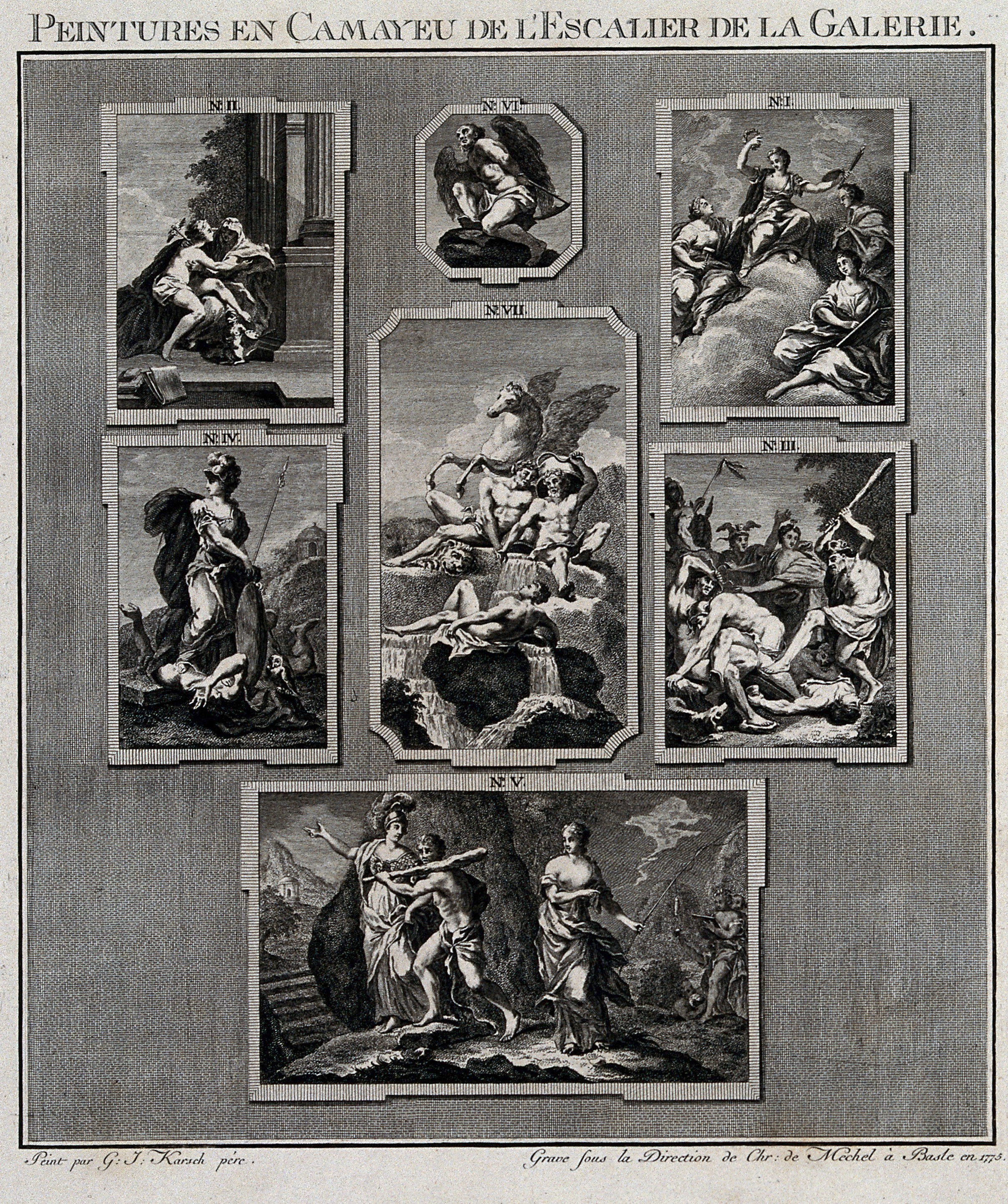
Wand mit monochromen mythologischen Gemälden von Gerhard Joseph Karsch im Treppenhaus der Gemäldegalerie Düsseldorf, Kupferstich der Werkstatt von Christian von Mechel im Galeriewerk La Galerie Électorale de Dusseldorff, 1778

Karsch war von 1690 bis 1716 in den Diensten des Kurfürsten Johann Wilhelm von der Pfalz in Düsseldorf tätig. Auf Kosten seines Dienstherrn reiste er im Jahr 1700 zu einem Studienaufenthalt nach Rom. Er blieb hier bis Sommer 1703 und malte für seinen Gönner unter Anleitung Benedetto Lutis einen Jonas auf dem Meer und einen Adonis.
Aus Italien zurückgekehrt, schuf er für Wände und Plafond des Treppenhauses der neuerrichteten Düsseldorfer Gemäldegalerie monochrome mythologische Darstellungen. Zum Inspektor der Düsseldorfer Gemäldegalerie ernannt, verfasste er nach dem Tod des Kurfürsten (1716) bis zum Jahr 1719 den ersten Katalog derselben. In diesem Werk zählte er 341 Gemälde auf, die auf fünf Räume der Galerie verteilt waren. Der Schwerpunkt der von ihm verwalteten Sammlung lag auf dem Œuvre von Peter Paul Rubens. Die Düsseldorfer Rubenssammlung war neben der Rubenssammlung des spanischen Königs die größte und bedeutendste ihrer Zeit. 
Das Historische Museum Düsseldorf nahm sechs seiner mythologischen Gemälde in die Sammlung auf. Drei seiner Gemälde gelangten in den Besitz des Wallraf-Richartz-Museums Köln (Simson und Delila, Magdalena und Sitzendes Weib, dem ein Mann Trauben reicht). Seinen sechsjährigen Sohn Joseph Wilhelm (1715/16–1755), der ebenfalls ein Maler wurde, ließ er 1722 zu seinem Nachfolger als Galerieinspektor berufen.